# Cerkiew Wniebowstąpienia Pańskiego w Orzeszkowie
Cerkiew pod wezwaniem Wniebowstąpienia Pańskiego – prawosławna cerkiew parafialna w Orzeszkowie. Należy do dekanatu Hajnówka diecezji warszawsko-bielskiej Polskiego Autokefalicznego Kościoła Prawosławnego.

## Opis
Świątynię wzniesiono w 1955 (konsekrowano 23 czerwca 1955). Budowla drewniana, o konstrukcji zrębowej, szalowana. Nawa na planie prostokąta. Prezbiterium zamknięte trójbocznie. Od zachodu kruchta, nad którą góruje wieża-dzwonnica. 
Ikonostas dla cerkwi autorstwa Jerzego Nowosielskiego (1967) nie został zaakceptowany przez parafian i w rezultacie trafił do cerkwi Zaśnięcia Bogurodzicy w Krakowie. Nowosielski miał również zaprojektować wystrój całej cerkwi do czego w rezultacie nie doszło.
Cerkiew należała początkowo do parafii w Dubinach, a następnie do parafii hajnowskiej. 26 października 1982 stała się świątynią parafialną. W latach 1990–1992 przeprowadzono remont wnętrza, a w 1996 – zewnętrzny.
Przy świątyni znajduje się cmentarz założony w XIX wieku.

## Galeria

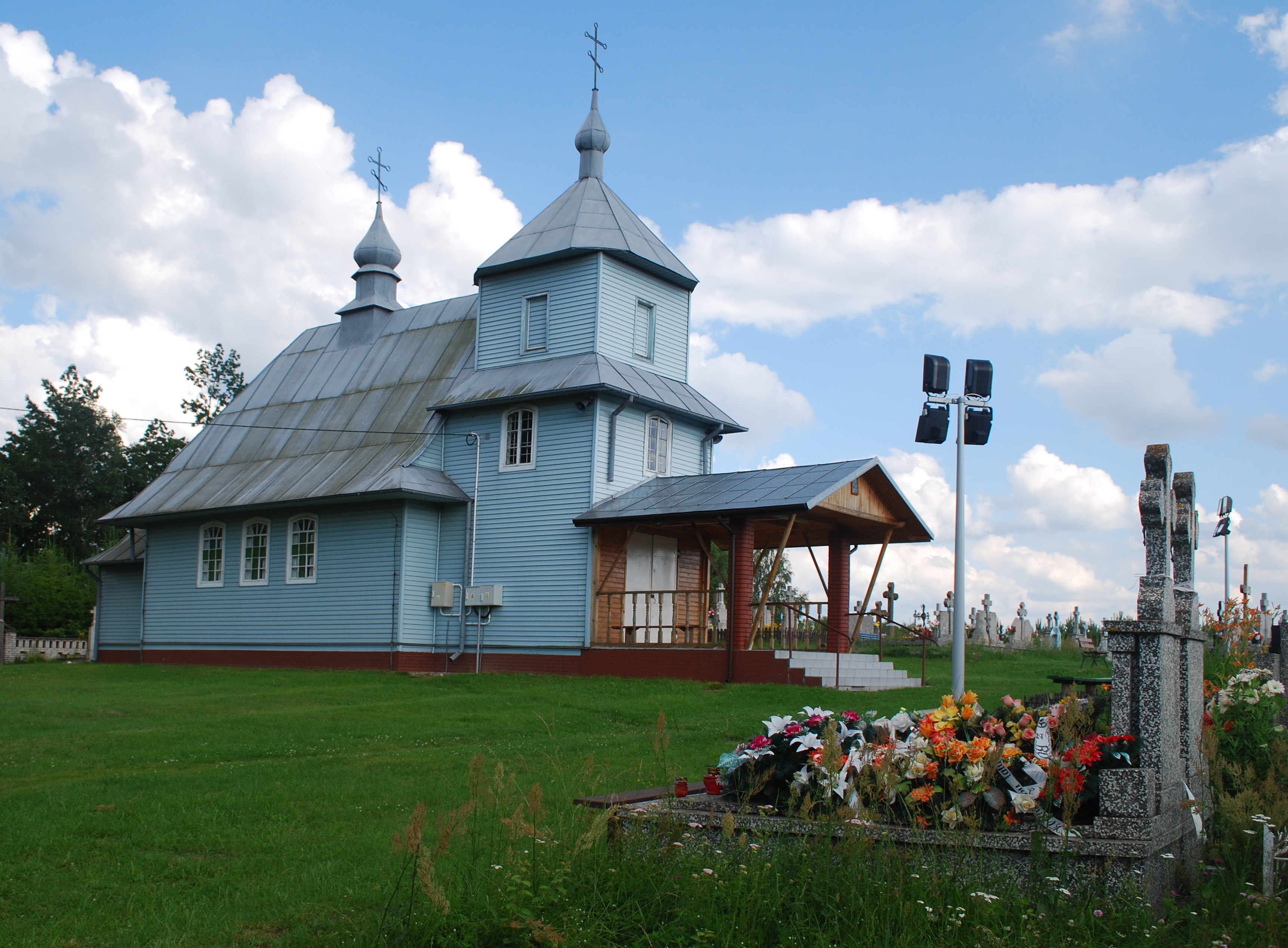
Cerkiew przed przebudową (2009)
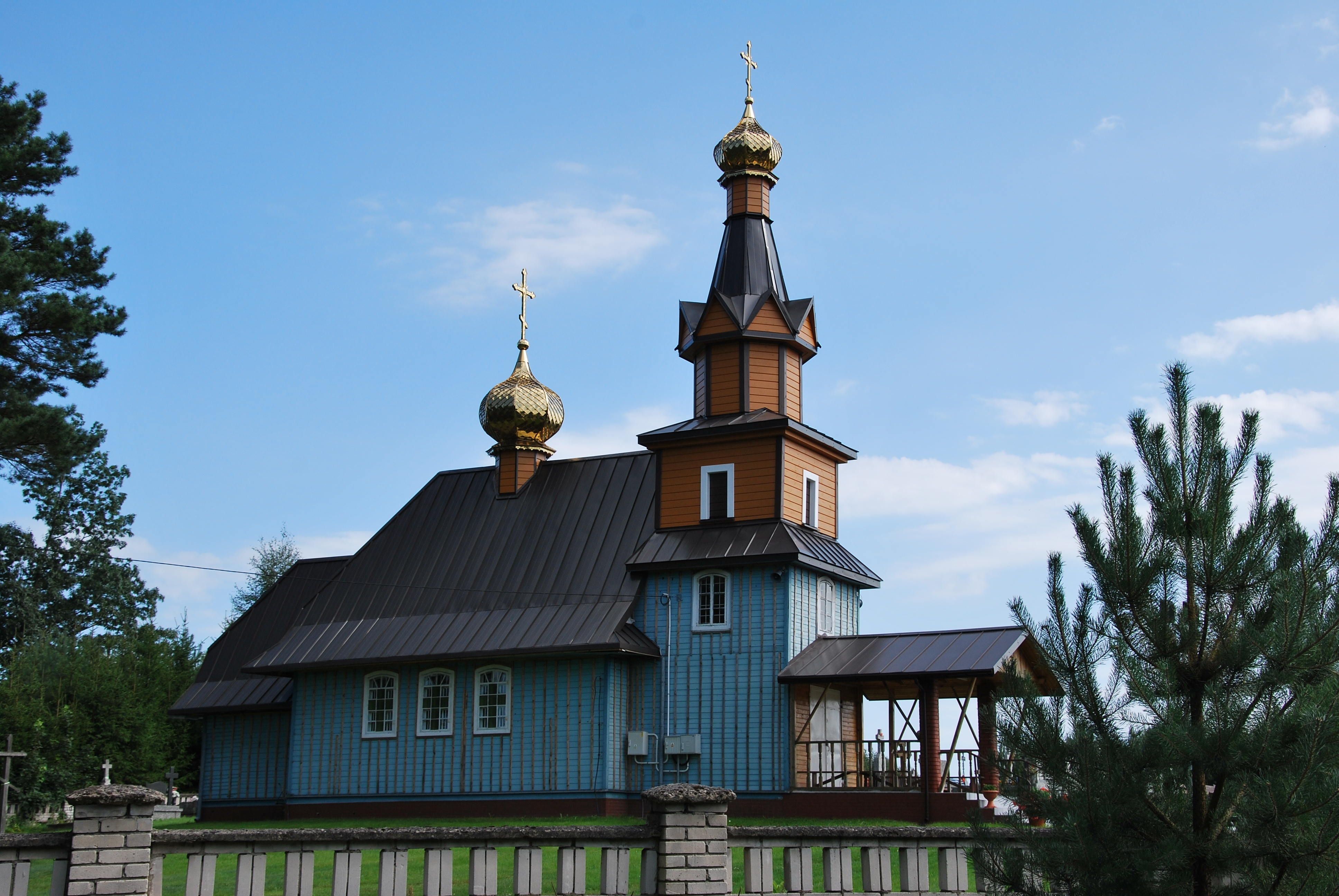
Cerkiew w trakcie przebudowy (2011)
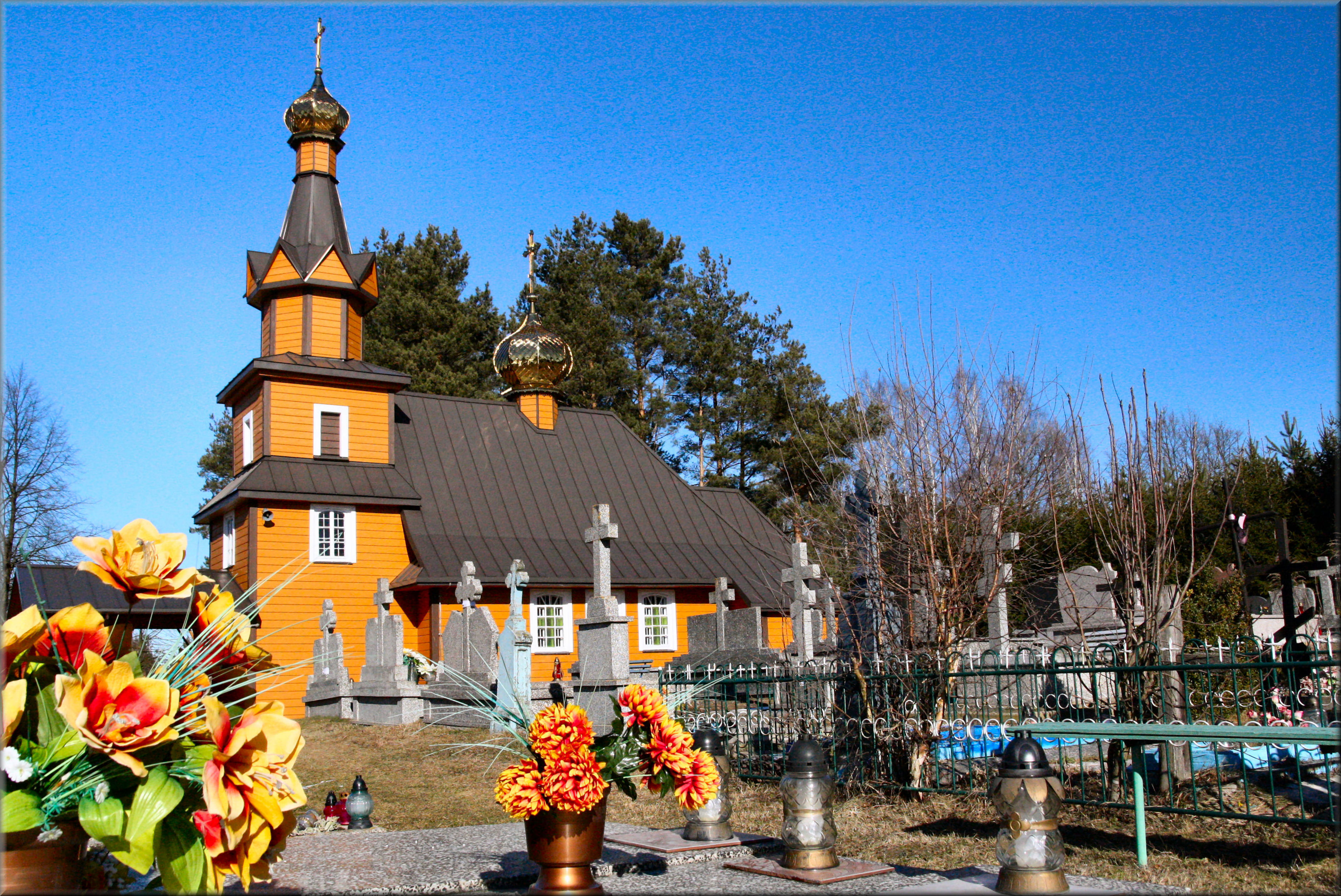
Cerkiew po przebudowie (2015)